# 의정부 집단구타 사망사건
의정부 집단구타 사망사건(議政府集團毆打死亡事件)은 2021년 8월 4일에 30대 남성 직장인이 고등학생한테 구타로 인해 숨진 사건이다.

## 조사
의정부경찰서는 고교생 10대 3명(그중에 송현고등학교 재학중)을 폭행치사 혐의로 입건해 조사중이다.
8월 10일 경찰은 구속영장을 신청했다.

2021년 8월 13일 의정부지법은 고등학생 2명에 대해 구속영장을 기각했다.